# Sad but True
«Sad but True» és el dotzè senzill de la banda estatunidenca Metallica, el cinquè i darrer extret de l'àlbum d'estudi, Metallica, i el van llançar el 8 de febrer de 1993.
Les lletres de la cançó estan basades en la pel·lícula Màgic (1978) i és considerada una de les millors de la banda. Per aquest motiu la van incloure en la compilació S&M tocant amb l'orquestra San Francisco Symphony. Ha estat versionada en diverses ocasions, destacant la realitzada per Kid Rock amb el títol «American Bad Ass» (2000), però també n'hi ha de realitzades per Apocalyptica, Snoop Dogg (rap), In Strict Confidence, Nickelback, Joey Belladonna, Bruce Kulick, Marco Mendoza, Eric Singer i Avenged Sevenfold.

## Llista de cançons
| 1. | «Sad but True» | 5:24 |
| 2. | «So What»      | 3:09 |

| 1. | «Sad but True»                  | 5:24 |
| 2. | «So What»                       | 3:09 |
| 3. | «Harvester of Sorrow» (directe) | 6:41 |

| 1. | «Sad but True»                            | 5:24 |
| 2. | «Nothing Else Matters» (Elevator Version) | 6:31 |
| 3. | «Creeping Death» (directe)                | 8:01 |
| 4. | «Sad but True» (Demo)                     | 4:53 |

| 1. | «Sad but True»                   | 5:24 |
| 2. | «Nothing Else Matters» (directe) | 6:13 |
| 3. | «Sad but True» (directe)         | 6:12 |